# Carlia sukur
Espèce
Carlia sukur est une espèce de sauriens de la famille des Scincidae.

## Répartition
Cette espèce est endémique de Pulau Sukur dans les Petites îles de la Sonde en Indonésie.

## Étymologie
Cette espèce est nommée en référence au lieu de sa découverte : Pulau Sukur.

## Publication originale
- Zug & Kaiser, 2014 : A new species of four-toed skink (Squamata: Scincidae: Carlia peronii species group) from Pulau Sukur, Indonesia, and biogeographic notes on the herpetofauna of Flores and Komodo. Proceedings of the Biological Society of Washington, vol. 126, no 4, p. 379-392.